# Jeremy Garay
Jeremy Edmilson Garay Solís (ur. 1 kwietnia 2003 w Woodbridge) – salwadorski piłkarz z obywatelstwem amerykańskim występujący na pozycji defensywnego pomocnika, reprezentant Salwadoru, od 2019 roku zawodnik D.C. United.
Jego rodzice pochodzą z Salwadoru.